# Comtés de l'État du Nebraska
L'État américain du Nebraska est divisé en 93 comtés (counties).
33 comtés portent un nom unique, tandis que chacun des 60 autres comtés a un ou plusieurs homonymes dans d'autres États de l'Union.

## Liste des comtés
- Adams
- Antelope
- Arthur
- Banner
- Blaine
- Boone
- Box Butte
- Boyd
- Brown
- Buffalo
- Burt
- Butler
- Cass
- Cedar
- Chase
- Cherry
- Cheyenne
- Clay
- Colfax
- Cuming
- Custer
- Dakota
- Dawes
- Dawson
- Deuel
- Dixon
- Dodge
- Douglas
- Dundy
- Fillmore
- Franklin
- Frontier
- Furnas
- Gage
- Garden
- Garfield
- Gosper
- Grant
- Greeley
- Hall
- Hamilton
- Harlan
- Hayes
- Hitchcock
- Holt
- Hooker
- Howard
- Jefferson
- Johnson
- Kearney
- Keith
- Keya Paha
- Kimball
- Knox
- Lancaster
- Lincoln
- Logan
- Loup
- Madison
- McPherson
- Merrick
- Morrill
- Nance
- Nemaha
- Nuckolls
- Otoe
- Pawnee
- Perkins
- Phelps
- Pierce
- Platte
- Polk
- Red Willow
- Richardson
- Rock
- Saline
- Sarpy
- Saunders
- Scotts Bluff
- Seward
- Sheridan
- Sherman
- Sioux
- Stanton
- Thayer
- Thomas
- Thurston
- Valley
- Washington
- Wayne
- Webster
- Wheeler
- York